# امینویز
امینویز (به لاتین: Aminuis) یک منطقهٔ مسکونی در نامیبیا است که در Omaheke Region واقع شده‌است.